# Dietrich Börner
Dietrich Börner (* 26. August 1933 in Saarbrücken; † 21. Oktober 2016) war ein deutscher Wirtschaftswissenschaftler und Professor an der Westfälische Wilhelms-Universität Münster.

## Leben
Nach der Promotion zum Dr. oec. publ. 1961 an der Ludwig-Maximilians-Universität München und der Habilitation 1966 wurde er 1967 ordentlicher Professor in Regensburg. 1971 folgte er einem Ruf an die Westfälische Wilhelms-Universität Münster, wo er die Leitung des Instituts für Unternehmensrechnung und -besteuerung bis zu seiner Emeritierung im Jahr 1998 übernahm. Unter der Leitung von Dietrich Börner wurden an der Universität Münster 29 Promotionen abgeschlossen.
Dietrich Börner war in den Jahren 1990 bis 1993 Vorsitzender des Wirtschafts- und Sozialwissenschaftlichen Fakultätentags und engagierte sich in dieser Zeit besonders an der Integration der Wirtschaftsfakultäten an den Universitäten der früheren DDR.
Theodor Siegel von der HU Berlin beschreibt 1998 in einem Beitrag für das Buch Unternehmensrechnung und -besteuerung den besonderen Verdienst von Börner bei der Weiterentwicklung der bilanziellen Vollkostenrechnung und der Entwicklung der Konservierungstheorie. Demnach fasste Börner in seiner Dissertation die Theorie in folgendem Satz zusammen: Da die Fertigprodukte lagerfähig sind [...] und somit nicht kurzfristig entwertet werden, kann man schließen, daß das Leistungspotential der Produktionsfaktoren in den Fertigprodukten konserviert wird.
Auf dem 6. Siegener Kolloquium 1998 zur Entwicklung der Rechnungslegung im internationalen Kontext an der Universität-Gesamthochschule Siegen hielt Börner einen Vortrag mit dem Titel Kritische Analyse der Internationalisierung der kontinentalen Rechnungslegung.
Börner hat gemeinsam mit seinen Kollegen Edmund Heinen, Ekkehard Kappler, Heribert Meffert und Werner Kirsch die Schriftenreihe Die Betriebswirtschaft in Forschung und Praxis im Gabler Verlag herausgegeben, in welcher insgesamt 19 Bücher zwischen 1966 und 1984 erschienen sind.

## Schriften (Auswahl)
- Direct Costing als System der Kostenrechnung. Dissertation. München 1961, OCLC 252037443.
- mit Norbert Krawitz: Steuerbilanzpolitik. Eine entscheidungsorientierte Analyse der Wahlrechte zur steuerlichen Gewinnermittlung. Darstellung, Kontrollfragen, Fallstudien und Musterlösungen. Verlag Neue Wirtschafts-Briefe, Herne 1977, ISBN 3-482-71981-0.
- mit Ludwig Pack (Hrsg.): Betriebswirtschaftliche Entscheidungen bei Stagnation. Edmund Heinen zum 65. Geburtstag. Gabler, Wiesbaden 1984, ISBN 3-409-13303-8.